# Der mächtigste König im Luftrevier
Der mächtigste König im Luftrevier, auch bekannt als Piratenlied, ist ein seit 1915 belegtes Volkslied, das im Ersten Weltkrieg als eine Art inoffizielle Hymne der deutschen U-Bootfahrer zu besonderer Popularität kam. Wegen Formulierungen, die während der NS-Diktatur hinzugefügt wurden und die national-chauvinistisch ausgelegt werden können, wird es kontrovers beurteilt, ob Bundeswehrsoldaten das Lied singen dürfen.

## Inhalt
In der ersten Strophe wird die Lebensweise von Piraten glorifiziert und mit einem Beute schlagenden Adler und einem Angst auslösenden Löwen gleichgesetzt. Im Tonrefrain feiern sich die Piraten als Beherrscher der Meere. In der zweiten Strophe wird der Überfall auf ein Handelsschiff beschrieben und die Angst der zivilen Matrosen beim Hissen der roten Piraten-Flagge. In der dritten Strophe wird das Enter-Gefecht mit Waffen des Musketen-Zeitalters geschildert. Der Hinweis auf eine „feindliche“ Flagge, obwohl zuvor von einem Handelsschiff die Sprache war, deutet auf Freibeuterei hin. In der vierten und letzten Strophe wird die Höllenfahrt der Piraten vorweggenommen, wobei sie selbst dort noch furchtlos und unerschrocken bleiben wollen.

### Text der von 1915 belegten Version
Der mächtigste König im Luftrevier

Ist des Sturmes gewaltiger Aar.

Die Vöglein erzittern, vernehmen sie nur

Sein rauschendes Flügelpaar.

Wenn der Löwe in der Wüste brüllt,

Dann erzittert das tierische Heer.

Ja, wir sind die Fürsten der Welt,

die Könige auf dem Meer.

Tirallala, tirallala

Tirallala, tirallala

hoi! hoi!

Zeigt sich ein Schiff auf dem Ozean,

So jubeln wir freudig und wild;

Unser stolzes Schiff schießt dem Pfeile gleich

Durch das brausende Wogengefild.

Der Kaufmann erzittert vor Angst und vor Weh,

Den Matrosen entsinket der Mut,

Und da steigt am schwankenden Mast

Unsre Flagge, so rot wie das Blut.

Tirallala, tirallala

Tirallala, tirallala

hoi! hoi!

Wir stürzen uns auf das feindliche Schiff

Wie ein losgeschossener Pfeil.

Die Kanone donnert, die Muskete kracht,

Laut rasselt das Enterbeil,

Und die feindliche Flagge, schon sinkt sie herab.

Da ertönt unser Siegesgeschrei:

Hoch lebe das brausende Meer,

Hoch lebe die Seeräuberei!

Tirallala, tirallala

Tirallala, tirallala

hoi! hoi!

### Zusätzliche vierte Strophe
Und ist der letzte Schuß getan,

Ist die blutige Schlacht vorbei,

So lenken wir unsern morschen Kahn

In die Hölle frank und frei.

Und wenn es dem Teufel nicht gefällt,

Ei, so heizen wir selber uns ein.

Wir waren die Herren der Welt

Und wollen’s beim Teufel noch sein!

Tirallala, tirallala

Tirallala, tirallala

hoi! hoi!

### SA-Version (ca. 1930)
Der mächtigste König von Groß-Berlin

das ist der Isidor Weiß

Doch Dr. Goebbels der Oberbandit

der macht ihm die Hölle schon heiß

Seine eigene Schupo die nimmt ihn sich vor

man hört es bis zum Brandenburger Tor

Er nennt sich Dr. Bernhard Weiß doch bleibt er der Isidor

## Rezeption

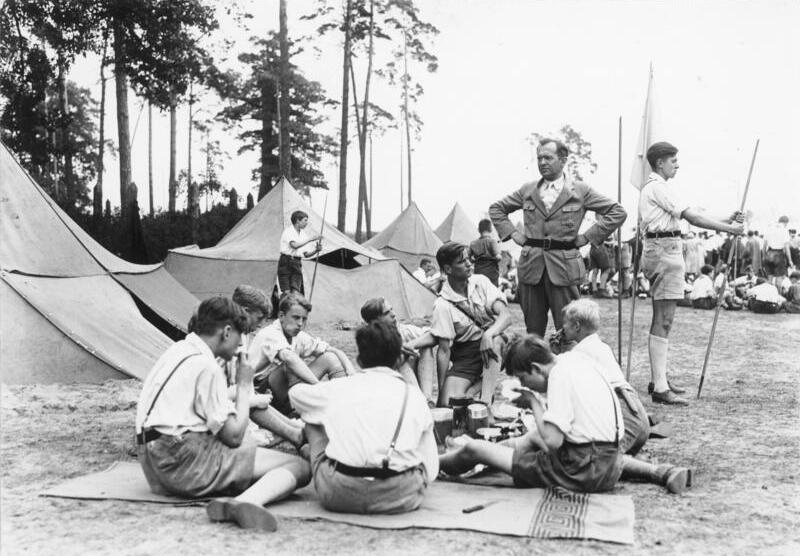
Lager der Bündischen Jugend in Berlin-Grunewald (1933)

Das Lied wurde noch ohne die vierte Strophe 1915 bei der Soldatenlieder-Sammlung des Deutschen Volksliedarchivs Freiburg eingesandt. Der Autor des Briefes unterzeichnete als B. Geiser und gab an, als Deckoffizier Dienst zu tun. Zu dem Lied merkte er an: „Wird sehr gerne gesungen“. Nach dem Ersten Weltkrieg war das Lied auch in der Bündischen Jugend verbreitet und findet sich 1935 im St. Georg Liederbuch deutscher Jugend. Während der NS-Diktatur wurde das Lied vom Regime gefördert und umgeschrieben. So wurden aus den „Fürsten der Welt“ im ersten Tonrefrain in der NS-Version die „Herren der Welt“. Auch wurde das Lied textlich von der SA so umgedichtet, dass es ein Spottlied auf den damaligen jüdischen Polizeivizepräsidenten von Berlin Bernhard Weiß wurde. 1939 wurde der neue Text in Lied-Sammlungen der SA und des VDA publiziert. Nach dem Zweiten Weltkrieg ist Der mächtigste König im Luftrevier unter anderem im Liedgut der Pfadfinderbewegung belegt und in dem populären Liederbuch Die Mundorgel enthalten. 1968 war das Lied auf der LP … und Sehnsucht uns begleitet des Schlagersängers Heino enthalten. In Belgien ist das Lied im Rahmen von akademischen Cantus-Liederabenden in einer flämischen Version beliebt.
Der mächtigste König im Luftrevier wurde nach dem Zweiten Weltkrieg auch ins Liedgut der Bundeswehr übernommen. So findet es sich 1983 im Liederbuch der Fallschirmjäger und 1991 im offiziellen Liederbuch der Bundeswehr Kameraden singt! Nachdem der ARD-Kulturreport am 25. November 2001 einen Beitrag über die Geschichte des Schlagers Lili Marleen und das Liedgut der Bundeswehr ausstrahlte, wurde auch der Text des Piratenliedes kontrovers diskutiert. Für Kritik sorgte vor allem, dass die Bundeswehr nicht die ursprüngliche Version, sondern die Version mit dem während der NS-Diktatur umgeschriebenen Text übernommen hatte.

## Belege
1. ↑  Beschreibung auf dem Internet-Auftritt des Volksliedarchivs Freiburg
2. ↑  Susann Witt-Stahl: „… wir sind die Herren der Welt“, 19. November 2001 auf dem Internet-Auftritt der Zeitung Neues Deutschland
3. ↑  H. Denckler: 100 ausgewählte SA Sturm- u. Marschlieder, 1939
4. ↑  Volksbund für das Deutschtum im Ausland: VDA Lieder, Berlin 1939
5. ↑  Peter Neesen: Handschriftliches Liederbuch, um 1951
6. ↑  Dieter Corbach, Ulrich Iseke, Peter Wieners (Hgg.): die mundorgel. Mundorgel Verlag, Köln/Boppard, Fidula Verlag, 1968, 3. erw. u. überarb. Neuaufl., Nr. 202. (Seite nicht mehr abrufbar, festgestellt im Dezember 2023. Suche in Webarchiven)  Info: Der Link wurde automatisch als defekt markiert. Bitte prüfe den Link gemäß Anleitung und entferne dann diesen Hinweis.
7. ↑  Veröffentlichungsgeschichte bei hitparade.ch
8. ↑  Information von Jakob D’herde von der KU Leuven
9. ↑  Pressemitteilung der Albert-Ludwigs-Universität Freiburg zu „Kameraden singt!“ vom 16. Juni 2017
10. ↑  „Lili Marleen“ und das Liedgut der Bundeswehr. Artikel auf dem Internet-Auftritt des Bundesausschusses Friedensratschlag